# Faro Punta de Rasca
El faro de Punta de Rasca es un faro situado en la isla de Tenerife (Islas Canarias, España) que se encarga de balizar para la navegación marítima las costas del sur de la isla, en la franja de litoral que abarca desde la zona cubierta por el faro de Punta de Teno, al noroeste, y el faro de Punta Abona, ubicado al noreste.

## Clima
El clima es subtropical desértico, con inviernos muy suaves y veranos cálidos. Las precipitaciones son extremadamente escasas, ya que solamente hay de media anual unos 62mm en la estación meteorológica C429A Arona Faro Punta de la Rasca , en el periodo 1971-2000, según el INM. La temperatura media anual es de 22,4 °C, según la estación meteorológica Arona-Faro Rasca. Es posiblemente el lugar más seco de Canarias.

## El faro
Está constituido por una torre cilíndrica en hormigón armado de 32 metros de altura, de diseño normalizado, y pintada de color blanco con franjas horizontales rojas.

## Historia, obras y equipamiento
Los estudios para la instalación de un faro en Punta de Rasca datan del año 1848, pero no comenzarían las obras hasta 1883,
terminando en 1895 e inaugurándose en 1899. El antiguo faro de 4° orden llevaba un aparato óptico giratorio que daba una
apariencia de destellos blancos cada 30 segundos, con una lámpara de petróleo de dos mechas.
En 1927 entró en funcionamiento una nueva óptica y una instalación de acetileno para dar la apariencia de grupos de 2 más 1
destellos blancos con un alcance de 15 millas.
Debido a la necesidad de conseguir un mayor alcance, en 1978 se construyó una nueva torre a la que se pensó en dotarle de un
equipo óptico de paneles giratorios que daría una característica de tres destellos cada 12 segundos y un alcance de 28 millas.
Sin embargo surgieron inconvenientes para instalar la red eléctrica y pasaron varios años, hasta que en 1984 se decidió
alimentar el nuevo faro con una instalación de paneles solares.